# SpeXial影視作品
本條目主要收錄臺灣男子偶像團體SpeXial的相關影視作品，其中包含部分衍生團體的作品记录。
關於團員宏正在武虎將時期所參與演出的作品，詳見武虎將條目。
關於團員偉晉在星光時期參賽紀錄，詳見超級星光大道6條目。
關於團員明和子閎的YouTube頻道，詳見龍兄虎弟（页面存档备份，存于）

## 連續劇

### 電視劇
| 年份   | 日期     | 戲劇名稱                | 首播頻道                       | 出演成員                | 角色          | 性質                                                              |
| 2012年 | 8月11日  | PM10-AM03               | MTV                            | 偉晉                    | 黃宏威        | 客串（第1~3、5、7集）                                             |
| 2012年 | 8月11日  | 萌學園4時空戰役         | 東森幼幼台                     | 易恩                    | 闇黑族黑衣人  | 客串（第9、16、17、19、20、24~30集）                              |
| 2012年 | 12月26日 | 終極一班2               | 民視無線台 民視HD台 八大綜合台 | 子閎                    | 中萬鈞        | 第二男主角                                                        |
| 2012年 | 12月26日 | 終極一班2               | 民視無線台 民視HD台 八大綜合台 | 明                      | 花靈龍        | 第三男主角                                                        |
| 2013年 | 5月12日  | 原來是美男              | 民視無線台                     | 宏正、偉晉、明、子閎    | SpeXial       | 客串（第1、5集）                                                  |
| 2013年 | 7月5日   | 終極一班3               | 八大綜合台                     | 子閎                    | 中萬鈞        | 第二男主角                                                        |
| 2013年 | 7月5日   | 終極一班3               | 八大綜合台                     | 明                      | 花靈龍        | 第三男主角                                                        |
| 2013年 | 7月5日   | 終極一班3               | 八大綜合台                     | 宏正                    | 辜戰          | 主要角色                                                          |
| 2013年 | 7月5日   | 終極一班3               | 八大綜合台                     | 偉晉                    | 止戈          | 主要角色                                                          |
| 2014年 | 3月22日  | 麻辣教師GTO 台灣篇      | 八大綜合台                     | 宏正                    | 李皖          | 主要角色                                                          |
| 2014年 | 3月22日  | 麻辣教師GTO 台灣篇      | 八大綜合台                     | 偉晉                    | 許秈笙        | 主要角色                                                          |
| 2014年 | 3月22日  | 麻辣教師GTO 台灣篇      | 八大綜合台                     | Teddy、易恩、晨翔       | 學生          | 客串（第1~4集）                                                   |
| 2014年 | 6月23日  | 終極X宿舍               | 八大綜合台 中視數位台 愛奇藝   | 宏正                    | 呼延覺羅·蒼芎 | 第二男主角                                                        |
| 2014年 | 6月23日  | 終極X宿舍               | 八大綜合台 中視數位台 愛奇藝   | 偉晉                    | 葉聖          | 主要角色                                                          |
| 2014年 | 6月23日  | 終極X宿舍               | 八大綜合台 中視數位台 愛奇藝   | 明                      | 陳偉 (葉神)   | 主要角色                                                          |
| 2014年 | 6月23日  | 終極X宿舍               | 八大綜合台 中視數位台 愛奇藝   | 子閎、Evan、Teddy、晨翔 | 大戰人員      | 客串（第40集）                                                    |
| 2014年 | 11月22日 | 終極惡女                | 八大綜合台 愛奇藝              | 晨翔                    | 王查理        | 第二男主角                                                        |
| 2014年 | 11月22日 | 終極惡女                | 八大綜合台 愛奇藝              | Teddy                   | 熊亞          | 第三男主角                                                        |
| 2014年 | 11月22日 | 終極惡女                | 八大綜合台 愛奇藝              | 宏正                    | 勾追          | 主要角色                                                          |
| 2014年 | 11月22日 | 終極惡女                | 八大綜合台 愛奇藝              | 偉晉                    | 王大衛        | 主要角色                                                          |
| 2014年 | 11月22日 | 終極惡女                | 八大綜合台 愛奇藝              | 子閎                    | 項冥          | 客串（第4、8、9、25、26集）                                       |
| 2015年 | 9月9日   | 明若曉溪                | 八大綜合台 LINE TV             | 子閎                    | 牧流冰        | 男主角                                                            |
| 2015年 | 9月9日   | 明若曉溪                | 八大綜合台 LINE TV             | Evan                    | 風澗澈        | 第二男主角                                                        |
| 2015年 | 9月9日   | 明若曉溪                | 八大綜合台 LINE TV             | Teddy                   | 藍迪          | 客串（第28~30集）                                                 |
| 2015年 | 9月9日   | 明若曉溪                | 八大綜合台 LINE TV             | 宏正                    | 鬼堂          | 客串（第28、30集）                                                |
| 2016年 | 6月27日  | 終極一班4               | 八大綜合台 愛奇藝 優酷網       |                         |               |                                                                   |
| 2016年 | 6月27日  | 終極一班4               | 八大綜合台 愛奇藝 優酷網       | 宏正                    | 辜戰          | 男主角                                                            |
| 2016年 | 6月27日  | 終極一班4               | 八大綜合台 愛奇藝 優酷網       | 偉晉                    | 止戈          | 第二男主角                                                        |
| 2016年 | 6月27日  | 終極一班4               | 八大綜合台 愛奇藝 優酷網       | 執                      | 顧執          | 第三男主角                                                        |
| 2016年 | 6月27日  | 終極一班4               | 八大綜合台 愛奇藝 優酷網       | 風田                    | 榊覔          | 主要角色                                                          |
| 2016年 | 10月15日 | High 5 制霸青春         | 八大綜合台 愛奇藝              | 宏正                    | 柯威震        | 男主角                                                            |
| 2016年 | 10月15日 | High 5 制霸青春         | 八大綜合台 愛奇藝              | 晨翔                    | 詹智凱        | 第二男主角                                                        |
| 2016年 | 11月6日  | 有喜歡的人台湾篇 心有所屬 | WakuWaku Japan 富士電視台      | Teddy                   | 澈            | 第二男主角                                                        |
| 2017年 | 7月30日  | 稍息立正我愛你          | 中視 LINE TV                   | 以綸                    | 王晉禮        | 第二男主角                                                        |
| 2017年 | 8月6日   | 稍息立正我愛你          | 東森戲劇台                     | 以綸                    | 王晉禮        | 第二男主角                                                        |
| 2017年 | 7月30日  | 浪花一朵朵              | 湖南衛視 芒果TV                | Dylan                   | 唐一白        | 男主角                                                            |
| 2017年 | 9月14日  | 實習醫師鬥格            | 民視                           | Teddy                   | 劉勇俊        | 實習醫師（第1~64、66~109、111~130、135~137、139~152、253、358集） |
| 2017年 | 9月14日  | 實習醫師鬥格            | 民視                           | 明                      | 陳天財        | 實習醫師（第169~260、358集）                                      |
| 2018年 | 4月15日  | 三明治女孩的逆襲        | 台視 Vidol                     | 子閎                    | 瞿子峻        | 第二男主角                                                        |
| 2018年 | 4月16日  | 三明治女孩的逆襲        | 愛奇藝                         | 子閎                    | 瞿子峻        | 第二男主角                                                        |
| 2018年 | 7月30日  | 搖滾畢業生              | 華視主頻                       | 偉晉                    | 池中旭        | 男主角                                                            |
| 2018年 | 7月31日  | 搖滾畢業生              | CHOCO TV LINE TV               | 偉晉                    | 池中旭        | 男主角                                                            |
| 2018年 | 11月24日 | 艾蜜麗的五件事          | 台視 LINE TV                   | 子閎                    | 竇儒          |                                                                   |
| 2018年 | 11月25日 | 艾蜜麗的五件事          | 東森綜合台 愛奇藝 KKTV         | 子閎                    | 竇儒          |                                                                   |
| 2019年 | 5月5日   | 月村歡迎你              | 台視 Vidol                     | 風田                    | 苗愛子兒子    | 客串（第18集）                                                    |
| 2019年 | 5月6日   | 月村歡迎你              | LINE TV 愛奇藝                 | 風田                    | 苗愛子兒子    | 客串（第18集）                                                    |
| 2019年 | 5月14日  | 90後的我們              | 八大綜合台 KKTV                | 風田                    | 豐田我孫子    | 客串（第34(腳)、35~40集）                                         |
| 2019年 | 7月22日  | 七月與安生              | 愛奇藝                         | Dylan                   | 蘇家明        | 男主角                                                            |
| 2020年 | 3月30日  | 愛情的開關              | 湖南衛視 騰訊視頻 愛奇藝       | Dylan                   | 周衍照        | 男主角                                                            |
| 2020年 | 4月19日  | 若是一個人              | 華視 公視台語台                | 子閎                    | 楊大和        | 第二男主角                                                        |

### 網路劇
| 年份   | 日期     | 戲劇名稱                 | 首播頻道                 | 出演成員 | 角色                  | 性質                                                           |
| 2014年 | 8月18日  | HOLD住愛情               | 騰訊視頻                 | Evan     | 外向型男孩            | 客串（第9集）                                                  |
| 2014年 | 8月18日  | HOLD住愛情               | 騰訊視頻                 | 晨翔     | 壞男人                | 客串（第9集）                                                  |
| 2014年 | 8月18日  | HOLD住愛情               | 騰訊視頻                 | Teddy    | 阿宅型男孩            | 客串（第9集）                                                  |
| 2015年 | 5月28日  | 《孤獨的美食家》中國版   | 優酷網 土豆網 天貓魔盒   | 宏正     | 阿偉                  | 客串（第6、12集）                                              |
| 2015年 | 8月10日  | 校花的貼身高手 第一季    | 愛奇藝                   | 偉晉     | 韓濱 （小琥）         | 第三男主角                                                     |
| 2015年 | 8月10日  | 校花的貼身高手 第一季    | 愛奇藝                   | 子閎     | 林逸                  | 配音                                                           |
| 2015年 | 12月4日  | 同樂會                   | LINE TV                  | Evan     | 王成文                | 客串（第8、14、15集）                                          |
| 2016年 | 4月28日  | 終極遊俠                 | 芒果TV 八大綜合台        | Evan     | 童英杰（Jerry）       | 第二男主角                                                     |
| 2016年 | 4月28日  | 終極遊俠                 | 芒果TV 八大綜合台        | Dylan    | 藍波                  | 主要角色                                                       |
| 2016年 | 8月14日  | 刺客列傳                 | 搜狐視頻                 | 易恩     | 齊之侃                | 男主角之一                                                     |
| 2016年 | 8月14日  | 刺客列傳                 | 搜狐視頻                 | Dylan    | 仲堃儀                | 男主角之一                                                     |
| 2016年 | 8月14日  | 刺客列傳                 | 搜狐視頻                 | 執       | 公孫鈐                | 男主角之一                                                     |
| 2016年 | 8月14日  | 刺客列傳                 | 搜狐視頻                 | 偉晉     | 毓埥                  | 主要角色                                                       |
| 2016年 | 8月14日  | 刺客列傳                 | 搜狐視頻                 | Evan     | 蹇賓                  | 主要角色                                                       |
| 2016年 | 8月14日  | 刺客列傳                 | 搜狐視頻                 | 晨翔     | 裘振                  | 客串（第1、2、8集）                                            |
| 2016年 | 8月14日  | 刺客列傳                 | 搜狐視頻                 | 風田     | 啟昆                  | 客串（第1集）                                                  |
| 2016年 | 12月16日 | 明星志願                 | 愛奇藝                   | 易恩     | 陳奕夫                | 主要角色                                                       |
| 2017年 | 1月6日   | 明星志願2                | 愛奇藝                   | 易恩     | 陳奕夫                | 主要角色                                                       |
| 2017年 | 1月26日  | 學院傳說之三生三世桃花緣 | 樂視視頻                 | Dylan    | 流雲                  | 主要角色                                                       |
| 2017年 | 2月14日  | 我與你的光年距離         | 樂視視頻                 | 以綸     | 李哲                  | 第二男主角                                                     |
| 2017年 | 3月14日  | 降龍伏虎小濟公 第二季    | 搜狐視頻                 | 易恩     | 程鳳麟                | 單元主角（第28~34集）                                          |
| 2017年 | 4月24日  | 畫心師                   | 搜狐視頻                 | Dylan    | 寧為玉                | 男主角                                                         |
| 2017年 | 6月15日  | 刺客列傳2 龍血玄黃       | 搜狐視頻                 | Dylan    | 仲堃儀                | 男主角之一                                                     |
| 2017年 | 6月19日  | 終極三國2017             | 愛奇藝 優酷網 八大綜合台 | 偉晉     | 劉備 （止戈）         | 男主角                                                         |
| 2017年 | 6月19日  | 終極三國2017             | 愛奇藝 優酷網 八大綜合台 | 子閎     | 關羽                  | 第二男主角                                                     |
| 2017年 | 6月19日  | 終極三國2017             | 愛奇藝 優酷網 八大綜合台 | Evan     | 趙雲                  | 主要角色                                                       |
| 2017年 | 6月19日  | 終極三國2017             | 愛奇藝 優酷網 八大綜合台 | 易恩     | 馬超                  | 主要角色                                                       |
| 2017年 | 6月19日  | 終極三國2017             | 愛奇藝 優酷網 八大綜合台 | 明       | 周瑜                  | 客串（第62~68集）                                              |
| 2017年 | 6月19日  | 終極三國2017             | 愛奇藝 優酷網 八大綜合台 | 執       | 孫策                  | 客串（第63、64、66集）                                         |
| 2017年 | 8月8日   | 老爸上身                 | CHOCO TV                 | Teddy    | 莫家豪                | 第三男主角                                                     |
| 2017年 | 10月30日 | 開封奇談                 | 騰訊視頻                 | 易恩     | 展昭                  | 第三男主角                                                     |
| 2018年 | 1月15日  | 國民老公                 | 騰訊視頻                 | Dylan    | 陸瑾年                | 男主角                                                         |
| 2018年 | 1月22日  | 終極一班5                | 愛奇藝 優酷網            | Evan     | 藍斯洛                | 男主角                                                         |
| 2018年 | 1月22日  | 終極一班5                | 愛奇藝 優酷網            | 宏正     | 辜戰                  | 第二男主角                                                     |
| 2018年 | 1月22日  | 終極一班5                | 愛奇藝 優酷網            | 明       | 筆靈                  | 主要角色                                                       |
| 2018年 | 1月22日  | 終極一班5                | 愛奇藝 優酷網            | 風田     | 榊覔                  | 主要角色                                                       |
| 2018年 | 1月22日  | 終極一班5                | 愛奇藝 優酷網            | 偉晉     | 止戈                  | 客串（第1~3、19、24、47、50集）                                |
| 2018年 | 1月22日  | 終極一班5                | 愛奇藝 優酷網            | 子閎     | 萬雙龍                | 客串（第3~5、9~11、50、57集）                                  |
| 2018年 | 4月13日  | 半熟少年                 | LUVE.TV                  | 明       | 楊子敬                | 第二男主角                                                     |
| 2018年 | 7月18日  | 我和兩個他               | 愛奇藝                   | Dylan    | 肖恩                  | 男主角                                                         |
| 2018年 | 11月12日 | 我的保姆手冊             | 優酷網                   | Dylan    | 685號                 | 客串（第1、3、8、16、18、20、22、24、25、28、29、33、37~40集） |
| 2018年 | 11月26日 | 小哥哥有妖氣             | 騰訊視頻 Yoo視頻         | Evan     | 白條錦蛇              | 單元主角（第5、6集）                                           |
| 2018年 | 11月26日 | 小哥哥有妖氣             | 騰訊視頻 Yoo視頻         | 易恩     | 小白兔                | 單元主角（第7、8集）                                           |
| 2018年 | 11月26日 | 小哥哥有妖氣             | 騰訊視頻 Yoo視頻         | Teddy    | 泰廸犬                | 單元主角（第9、10集）                                          |
| 2019年 | 1月17日  | 奈何BOSS要娶我           | 搜狐視頻                 | 易恩     | 楚炎                  | 第二男主角                                                     |
| 2019年 | 3月14日  | 拜見宮主大人第二季       | 搜狐視頻                 | 易恩     | 景天                  | 客串（第6~9集）                                                |
| 2019年 | 4月11日  | 民國少年偵探社           | 優酷網                   | 易恩     | 葉以辰                | 客串（第9~12、14、16~21集）                                    |
| 2019年 | 4月11日  | 民國少年偵探社           | 優酷網                   | Dylan    | 佟黎川                | 客串（第15、16、29、30集）                                     |
| 2019年 | 8月21日  | 星座值守戀人             | 騰訊視頻 火鍋視頻        | 易恩     | 陳家佳 (獅子男假巨蟹) | 單元主角（第5、6集）                                           |
| 2019年 | 8月21日  | 星座值守戀人             | 騰訊視頻 火鍋視頻        | Evan     | 何青 (天蠍男)         | 單元主角（第7、8集）                                           |
| 2019年 | 8月21日  | 星座值守戀人             | 騰訊視頻 火鍋視頻        | Teddy    | 譚笑 (天秤男)         | 單元主角（第21、22集）                                         |
| 2019年 | 9月23日  | 國民老公2                | 騰訊視頻                 | Dylan    | 陸瑾年                | 男主角                                                         |
| 2019年 | 9月26日  | 外貌至上主義             | 騰訊視頻                 | Evan     | 陳虎彬                | 主要角色                                                       |
| 2019年 | 10月16日 | 那一天                   | LINE TV                  | 明       | 孫文傑                | 客串（第1、2、11、12、16集）                                   |
| 2019年 | 12月3日  | 一夜新娘                 | 芒果 TV                  | 易恩     | 金逸文                | 主要角色                                                       |
| 2020年 | 1月8日   | 中二病會傳染             | 騰訊視頻                 | 易恩     | 易柏辰                | 男主角                                                         |
| 2020年 | 1月8日   | 中二病會傳染             | 騰訊視頻                 | Evan     | 馬振桓                | 主要角色                                                       |
| 2020年 | 2月13日  | 奈何BOSS要娶我2          | 騰訊視頻 搜狐視頻        | 易恩     | 楚炎                  | 第二男主角                                                     |
| 2020年 | 4月23日  | 天醒之路                 | 芒果TV 愛奇藝            | Dylan    | 趙西凡 (燕西凡)       | 第二男主角                                                     |

## 電影

### 院線電影
| 首播日期      | 電影名稱     | 出演成員 | 角色     | 性質 |
| 2016年9月23日 | 我的蛋男情人 | 風田     | 日本卵子 | 客串 |

### 微電影
| 首播日期      | 電影名稱             | 首播頻道               | 出演成員 | 角色         | 性質                               |
| 2012年1月19日 | 一百分的吻           | Yahoo!奇摩名人娛樂     | 偉晉     | 高中時期男友 | 客串（第1集） （只在回憶畫面出現） |
| 2016年9月25日 | 出發！航向遠大的夢想 | 航港局微電影成果發表會 | 宏正     | 阿正         | 男主角                             |

### 電視電影
| 首播日期       | 電影名稱       | 首播頻道           | 出演成員 | 角色   | 性質   |
| 2015年3月21日  | 傑克的爺爺     | 公視HD台、公視主頻 | 子閎     | 林子閎 | 男主角 |
| 2017年1月1日   | 麥呆的劈腿日記 | 緯來電影台         | 子閎     | 麥威   | 男主角 |
| 2019年12月18日 | 女拳至上       | 東森電影台         | 明       | 江孟揚 | 客串   |

### 網絡電影
| 首播日期              | 電影名稱                                   | 首播頻道 | 出演成員 | 角色                   | 性質       |
| 2016年8月25日         | 仙俠學院（页面存档备份，存于）             | 優酷     | 以綸     | 陸凡                   | 男主角     |
| 2016年10月26日        | 殺了我（页面存档备份，存于）               | 優酷     | 子閎     | 司徒乾                 | 男主角     |
| 2017年3月6日          | 異能事務所之嗜血判官（页面存档备份，存于） | 騰訊視頻 | 子閎     | 沈逸星                 | 男主角     |
| 2017年3月6日          | 異能事務所之嗜血判官（页面存档备份，存于） | 騰訊視頻 | 偉晉     | 聶隱蒼                 | 第二男主角 |
| 2017年3月6日          | 異能事務所之嗜血判官（页面存档备份，存于） | 騰訊視頻 | Dylan    | 葉宇文                 | 主要角色   |
| 2017年4月2日          | 超級王爺                                   | 愛奇藝   | 易恩     | 愛新覺羅·詠寧 （小寅） | 男主角     |
| 2017年5月13日-6月17日 | 玄筆錄前傳系列                             | 愛奇藝   | 以綸     | 吳小邪 （蒙將軍）      | 男主角     |
| 2017年9月29日         | 擒愛攻略（页面存档备份，存于）             | 愛奇藝   | Teddy    | 高亞                   | 第二男主角 |
| 2018年7月6日          | 封神戰紀（页面存档备份，存于）             | 優酷     | 易恩     | 姜尚 (吕望)            | 男主角     |
| 2018年10月13日        | 鐵嶺風雲（页面存档备份，存于）             | 愛奇藝   | Dylan    | 志明                   | 男主角     |
| 2018年12月2日         | 殺了我2 查無此人（页面存档备份，存于）     | 愛奇藝   | 子閎     | 司徒乾                 | 男主角     |
| 2018年12月2日         | 殺了我2 查無此人（页面存档备份，存于）     | 愛奇藝   | Teddy    | 外送員                 | 客串       |
| 2018年12月11日        | 兵荒馬亂的愛情（页面存档备份，存于）       | 愛奇藝   | Teddy    | 張荒                   | 第二男主角 |

## 舞台劇
| 演出日期                    | 舞台劇名稱          | 出演成員 | 角色     | 性質       | 演出地區                   |
| 2018年11月25日              | 一夜新娘            | 風田     | 宮城先生 | 第三男主角 | 嘉義縣表演藝術中心表演廳   |
| 2019年3月8日~2019年3月10日  | 一夜新娘            | 風田     | 宮城先生 | 第三男主角 | 臺灣戲曲中心大表演廳       |
| 2019年3月15日 2019年3月16日 | 一夜新娘            | 風田     | 宮城先生 | 第三男主角 | 臺中國家歌劇院中劇院       |
| 2019年9月21日               | 一夜新娘            | 風田     | 宮城先生 | 第三男主角 | 臺南文化中心演藝廳         |
| 2019年10月19日              | 一夜新娘            | 風田     | 宮城先生 | 第三男主角 | 彰化員林演藝廳             |
| 2019年12月7日               | 一夜新娘            | 風田     | 宮城先生 | 第三男主角 | 高雄市文化中心至德堂       |
| 2019年7月26日~2019年7月28日 | 搞笑者們 老大的金蛋 | 風田     | -        | -          | 臺北城市舞台               |
| 2019年10月5日 2019年10月6日 | 搞笑者們 老大的金蛋 | 風田     | -        | -          | 臺北親子劇場               |
| 2019年11月2日 2019年11月3日 | 搞笑者們 老大的金蛋 | 風田     | -        | -          | 國立臺灣體育運動大學中興堂 |
| 2019年11月16日              | 搞笑者們 老大的金蛋 | 風田     | -        | -          | 大東文化藝術中心演藝廳     |
| 2019年11月30日              | 搞笑者們 老大的金蛋 | 風田     | -        | -          | 清華大學大禮堂             |

## 短片
| 年份   | 日期     | 名稱                                                                      | 首播頻道                    | 出演成員          | 合作藝人                                       |
| 2016年 | 7月13日  | 國民單戀女生 Erika 之《單戀教戰六大守則》（页面存档备份，存于）           | YouTube上的華納音樂台灣頻道 | 子閎              | Erika                                          |
| 2017年 | 6月25日  | 噓！劇場 閨蜜的無常之個人習慣（页面存档备份，存于）                       | 噓！劇場                    | Teddy             | 宇宙                                           |
| 2017年 | 7月2日   | 噓！劇場 閨蜜的無常之筆仙來了（页面存档备份，存于）                       | 噓！劇場                    | 以綸              | 宇宙                                           |
| 2017年 | 7月9日   | 噓！劇場 閨蜜的無常之前男友娶別人（页面存档备份，存于）                   | 噓！劇場                    | Teddy             | 宇宙                                           |
| 2017年 | 7月16日  | 噓！劇場 小編的日常之活動抽獎篇                                           | 噓！劇場                    | 以綸              | 宇宙                                           |
| 2017年 | 7月30日  | 噓！劇場 閨蜜的無常之開車習慣篇                                           | 噓！劇場                    | 子閎              | 鍾羽                                           |
| 2017年 | 8月13日  | 噓！劇場 閨蜜的無常之男人開車習慣篇（页面存档备份，存于）                 | 噓！劇場                    | 子閎              | 鍾羽                                           |
| 2017年 | 8月20日  | 噓！劇場 偉晉威上身花絮特輯（页面存档备份，存于）                         | 噓！劇場                    | 子閎、Teddy、以綸 | 宇宙、鍾羽                                     |
| 2017年 | 9月10日  | 噓！劇場 閨蜜的日常之回到分手那一天（页面存档备份，存于）                 | 噓！劇場                    | 偉晉              | 宇宙、鍾羽                                     |
| 2017年 | 9月17日  | 噓！劇場 小編的日常之生命禮儀篇（页面存档备份，存于）                     | 噓！劇場                    | 偉晉              | 宇宙                                           |
| 2017年 | 9月24日  | 噓！劇場 小編的日常之黑色企業篇（页面存档备份，存于）                     | 噓！劇場                    | 偉晉 子閎         | -                                              |
| 2017年 | 10月8日  | 噓！劇場 閨蜜的無常之閨蜜不要玩遊戲（页面存档备份，存于）                 | 噓！劇場                    | 偉晉 子閎         | -                                              |
| 2017年 | 11月26日 | 噓！劇場 閨蜜的無常之聯誼篇                                               | 噓！劇場                    | 偉晉              | 邱鋒澤                                         |
| 2018年 | 1月8日   | Gino脖子原創劇│工具人《戀愛選擇題第一集》（页面存档备份，存于）           | YouTube上的雞脖子 GNeck頻道 | 明                | 王柏人、葛盈瑄                                 |
| 2018年 | 1月15日  | Gino脖子原創劇│大男人與小男人《戀愛選擇題第二集》（页面存档备份，存于）   | YouTube上的雞脖子 GNeck頻道 | 明                | 林萱、葛盈瑄、王柏人                           |
| 2018年 | 1月22日  | Gino脖子原創劇│學長與學弟《戀愛選擇題第三集》（页面存档备份，存于）       | YouTube上的雞脖子 GNeck頻道 | 明                | 王柏人、葛盈瑄                                 |
| 2018年 | 1月29日  | Gino脖子原創劇│前男友與現任男友《戀愛選擇題最終回》（页面存档备份，存于） | YouTube上的雞脖子 GNeck頻道 | 明                | 王柏人、白癡公主、葛盈瑄                       |
| 2018年 | 9月2日   | 噓！劇場 厭世媽咪 之讓媽咪崩潰的100種方法（页面存档备份，存于）           | 噓！劇場                    | 風田              | 宛宛兒、小小惠                                 |
| 2018年 | 10月14日 | 噓！劇場 我可能不會分你（页面存档备份，存于）                             | 噓！劇場                    | 風田              | 文雨非                                         |
| 2019年 | 3月25日  | 雞脖子│婚禮的十種新郎新娘《十種人系列》                                   | YouTube上的雞脖子 GNeck頻道 | 明                | 王柏人、梁凱莉、陳伊、阿伯怪、小賴、魏敏、偉哲 |
| 2019年 | 6月3日   | 雞脖子│靠北玩狼人殺的十種狀況《十種人系列》                               | YouTube上的雞脖子 GNeck頻道 | 明                | 王柏人、梁凱莉、陳伊、阿伯怪、焦元元           |

## 實境節目
| 首播頻道                                               | 名稱                    | 主題 | 播出時間                                                        |
| SpeXial YouTube官方專屬頻道（页面存档备份，存于）      | Anything SpeXial        | 主題 1. 20140527 迎新會 2. 20140604 瘋狂蘿蔔蹲 3. 20140612 繼承者們 4. 20140619 微笑大作戰 5. 20140626 大明星訓練班 上集 6. 20140703 大明星訓練班 下集 7. 20140710 團結大作戰 上集 8. 20140717 團結大作戰 下集 9. 20140724 褓姆大作戰 10. 20140731 料理大作戰 買菜篇 11. 20140807 料理大作戰 手路菜篇 12. 20140814 全民運動會 13. 20140821 基隆夜市大作戰 14. 20140828 最終篇 | 2014年5月27日起播出；6月12日起改為每週四播出一集；8月28日播畢。 |
| SpeXial Life LINE TV官方專屬頻道（页面存档备份，存于） | SpeXial Life            | 主題 1. 20150724 EP01 SpeXial泰國大解放！ 2. 20150731 EP02 SpeXial的友情試煉！？ 3. 20150806 特別篇 賣隊友之熊大盃繪圖比賽 4. 20150807 EP03 SpeXial的夏日戀情大公開！ | 2015年7月24日起播出，每週五播出一集；8月7日播畢。               |
| 騰訊視頻                                               | Anything SpeXial 第二季 | 主題 1. Anything SpeXial One 2. Anything SpeXial Two | 2016年5月6日                                                    |
| SpeXial Life 2 LINE TV官方專屬頻道                     | SpeXial Life 2          | 主題 1. 20170127 生日篇 2. 20170203 對抗賽篇（上） 3. 20170210 對抗賽篇（下） 4. 20170217 寫真拍攝花絮篇（上） 5. 20170224 寫真拍攝花絮篇（下） 6. 20170303 MV篇 | 2017年1月27日起播出，每週五播出一集；3月3日播畢。               |

## 綜藝節目
| 節目名稱                | 日期 | 頻道                          | 參與成員                                      | 性質                    |
| 娛樂百分百              | 2015年1月21日 2015年2月12日 | 八大綜合台                    | 宏正、偉晉                                    | 代班主持                |
| 娛樂百分百              | 2016年8月10日 | 八大綜合台                    | 偉晉、明、風田                                | 代班主持                |
| 娛樂百分百              | 2016年9月6日 2016年10月5日 2016年10月12日 2016年10月27日 2016年11月3日 2016年11月4日 2016年11月9日 2016年12月2日 2016年12月3日 | 八大綜合台                    | 偉晉、子閎                                    | 代班主持                |
| 娛樂百分百              | 2016年11月8日 | 八大綜合台                    | 偉晉、Teddy、風田                             | 代班主持                |
| 娛樂百分百              | 2016年11月21日 2016年12月9日 | 八大綜合台                    | 偉晉、風田                                    | 代班主持                |
| 娛樂百分百              | 2017年4月12日 2017年4月19日 2017年5月19日 2017年5月24日 2017年7月19日 2017年7月25日 2017年9月13日 2017年9月19日 2017年10月18日 2017年10月25日 2017年11月8日 2018年1月10日 2018年1月16日 2018年1月23日 2018年3月21日 2018年3月27日 2018年5月9日 2018年5月24日 2018年6月6日 2018年6月13日 2018年7月24日 2018年8月15日 2018年9月19日 2018年10月24日 2018年12月20日 2019年1月23日 2019年2月14日 2019年2月21日 2019年3月19日 2019年4月2日 2019年4月23日 2019年7月9日 | 八大綜合台                    | 風田                                          | 「風田好瘋癲」 單元主持 |
| 娛樂百分百              | 2018年1月16日 2018年1月23日 2018年1月30日 2018年2月12日 2018年2月15日 2018年2月23日 2018年2月26日 2018年2月28日 2018年3月2日 2018年3月3日 2018年3月6日 2018年3月13日 2018年3月17日 2018年3月19日 2018年3月21日 2018年3月26日 2018年3月27日 2018年3月29日 2018年3月30日 2018年3月31日 2018年4月5日 2018年4月7日 2018年4月11日 2018年4月14日 2018年4月17日 2018年4月19日 2018年4月23日 2018年4月28日 2018年5月3日 2018年5月5日 2018年5月9日 2018年5月11日 2018年5月12日 2018年5月17日 2018年5月21日 2018年5月30日 2018年6月4日 2018年6月6日 2018年6月8日 2018年6月18日 2018年6月27日 2018年6月30日 2018年7月4日 2018年7月6日 2018年7月9日 2018年7月10日 2018年7月19日 2018年7月20日 2018年7月23日 2018年7月24日 2018年7月26日 2018年8月1日 2018年8月8日 2018年8月9日 2018年8月10日 2018年8月17日 2018年8月20日 2018年8月21日 2018年8月22日 2018年8月24日 2018年8月29日 2018年8月30日 2018年9月10日 2018年9月24日 | 八大綜合台                    | 偉晉、風田                                    | 主持                    |
| 娛樂百分百              | 2018年9月4日 2018年9月6日 2018年9月11日 2018年9月19日 2018年9月20日 2018年9月25日 2018年10月1日 2018年10月9日 2018年10月18日 2018年10月22日 2018年10月24日 2018年10月26日 2018年10月30日 2018年11月1日 2018年11月8日 2018年11月13日 2018年11月15日 2018年11月27日 2018年11月29日 2018年12月6日 2018年12月11日 2018年12月14日 2018年12月19日 2018年12月24日 2018年12月25日 2018年12月27日 2019年1月1日 2019年1月10日 2019年1月16日 2019年1月22日 2019年1月23日 2019年1月29日 2019年2月4日 2019年2月5日 2019年2月8日 2019年2月12日 2019年2月15日 2019年2月18日 2019年2月20日 2019年2月21日 2019年3月4日 2019年3月7日 2019年3月11日 2019年3月19日 2019年3月26日 2019年3月29日 2019年4月1日 2019年4月3日 2019年4月9日 2019年4月11日 2019年4月17日 2019年4月25日 2019年4月26日 2019年4月29日 2019年5月2日 2019年5月3日 2019年5月7日 2019年5月14日 2019年5月16日 2019年5月17日 2019年5月27日 2019年5月31日 2019年6月4日 2019年6月6日 2019年6月7日 2019年6月11日 2019年6月19日 2019年6月26日 2019年6月27日 2019年7月12日                                                                                   | 八大綜合台                    | 風田                                          | 主持                    |
| 娛樂百分百              | 2019年9月12日 | 八大綜合台                    | 偉晉                                          | 「WE~晉愛唱」 單元主持  |
| 天天向上                | 2016年1月~2月 | 湖南衛視                      | 以綸                                          | 天天小兄弟              |
| SpeXial的日本二本松之旅 | 2016年3月 | 三立都會台                    | 晨翔、風田                                    | 主持                    |
| 火星情報局              | 2016年4月~6月 | 優酷                          | 以綸                                          | 高級特工                |
| 完全娛樂                | 2016年8月24日 | 三立都會台                    | 以綸                                          | 代班主持                |
| 完全娛樂                | 2016年11月10日 2016年11月23日 2016年11月30日 2016年12月7日 2016年12月14日 2017年1月11日 2017年1月18日 2017年1月25日 2017年2月17日 2017年2月22日 2017年3月8日 2017年3月15日 2017年3月24日 2017年6月21日 2017年6月28日 2017年7月5日 2017年7月12日 2017年7月19日 2017年7月26日 2017年8月2日 2017年8月9日 2017年8月16日 2017年8月23日 | YouTube（页面存档备份，存于） | 以綸                                          | 主持人                  |
| 完全娛樂                | 2016年11月16日 2016年12月20日 | YouTube（页面存档备份，存于） | 明、以綸                                      | 主持人                  |
| 完全娛樂                | 2017年3月1日 2017年4月5日 2017年4月12日 2017年4月19日 2017年4月26日 2017年5月3日 2017年5月10日 2017年5月17日 2017年5月24日 2017年5月31日 2017年6月7日 2017年6月14日 2017年6月21日 2017年11月1日 2018年2月7日 2018年4月25日 2018年5月9日 2018年6月20日 2019年4月3日 2019年4月17日 | YouTube（页面存档备份，存于） | Teddy                                         | 主持人                  |
| 完全娛樂                | 2017年8月30日 | YouTube（页面存档备份，存于） | 子閎、以綸                                    | 主持人                  |
| 完全娛樂                | 2017年9月6日 2017年9月20日 2017年9月27日 2017年10月11日 2017年11月8日 2017年11月29日 2017年12月20日 2017年12月27日 2018年1月3日 2018年1月17日 2018年1月24日 2018年3月7日 2018年3月21日 2018年4月11日 2018年4月18日 2018年5月2日 2018年5月23日 2018年6月13日 2018年6月27日 2018年7月12日 2018年7月25日 2018年8月1日 2018年8月8日 2018年8月15日 2018年8月22日 2018年8月29日 2018年9月12日 2018年9月19日 2018年10月10日 2018年11月7日 2018年12月12日 2019年1月9日 2019年1月30日 2019年5月8日 | YouTube（页面存档备份，存于） | 子閎                                          | 主持人                  |
| 完全娛樂                | 2017年9月13日 | YouTube（页面存档备份，存于） | 子閎、Teddy                                   | 主持人                  |
| 全球中文音樂榜上榜      | 2016年9月17日 2016年10月15日 | TVBS歡樂台、TVBS              | 偉晉、Teddy                                   | 嘉賓主持人              |
| 全球中文音樂榜上榜      | 2016年11月5日 | TVBS歡樂台、TVBS              | 偉晉、明                                      | 嘉賓主持人              |
| 全球中文音樂榜上榜      | 2016年11月19日 2016年12月10日 | TVBS歡樂台、TVBS              | 明、以綸                                      | 嘉賓主持人              |
| 綜藝3國智               | 2016年11月~ | 台視主頻                      | 風田                                          | 主持                    |
| 綜藝3國智               | 2016年11月~ | 台視主頻                      | Evan                                          | 主持（已離開）          |
| 綜藝3國智               | 2016年11月~ | 台視主頻                      | 明、Teddy                                     | 主持（已退團）          |
| 綜藝3國智               | 2016年11月~ | 台視主頻                      | 以綸、易恩                                    | 代班主持                |
| 最音樂 音樂三國論       | 2016年12月4日 2016年12月11日 2016年12月18日 | 優酷                          | 風田                                          | 嘉賓主持                |
| 風田瘋甜點              | 2017年3月24日 2017年4月20日 2017年7月23日 2017年10月5日 | YouTube（页面存档备份，存于） | 風田                                          | 主持                    |
| PlayStation 玩樂DNA     | 2017年6月6日 2017年6月13日 2017年6月20日 2017年6月27日 2017年7月4日 2017年7月11日 2017年7月18日 2017年7月25日 2017年8月8日 2017年8月25日 2017年8月29日 2017年9月5日 2017年9月12日 2017年9月19日 2017年9月26日 2017年10月3日 2017年10月17日 2017年10月24日 2017年11月7日 2017年11月14日 2017年11月21日 2017年11月28日 2017年12月5日 2017年12月12日 2017年12月19日 2017年12月26日 2018年1月2日 2018年1月9日 2018年1月16日 2018年1月30日 2018年2月6日 2018年2月13日 2018年2月27日 2018年3月6日 2018年3月13日 2018年3月20日 2018年3月27日 2018年4月3日 2018年4月10日 2018年4月17日 2018年4月24日 2018年5月1日 2018年5月8日 2018年5月15日 2018年5月22日 2018年5月29日 2018年6月5日 2018年6月19日 2018年6月26日 2018年7月3日 2018年7月24日 2018年7月31日 2018年8月7日 2018年8月14日 2018年8月21日 2018年8月28日 2018年9月4日 2018年9月11日 2018年9月25日 2018年10月2日 2018年10月30日 2018年11月6日 2018年11月13日 2018年12月4日 2018年12月11日 2018年12月25日 2019年1月8日 2019年1月15日 2019年2月26日 2019年4月23日 2019年4月30日 2019年5月21日 2019年8月20日 2019年9月3日 2019年9月10日 2019年10月22日 | YouTube（页面存档备份，存于） | 宏正、偉晉、明、子閎、Evan、Teddy、風田、以綸 | 主持                    |
| 火星研究院              | 2017年11月~2018年1月 | 優酷                          | Dylan                                         | 常駐嘉賓                |
| 星鮮話                  | 2017年11月7日 2017年11月10日 2017年12月13日 2017年12月21日 2017年12月26日 2017年12月28日 2018年1月16日 2018年1月24日 2018年1月31日 2018年2月1日 2018年2月6日 2018年2月7日 2018年2月8日 2018年2月9日 | TVBS                          | 明                                            | 代班主持                |
| 二十四小時              | 2018年2月~4月 | 浙江衛視                      | Dylan                                         | 固定嘉賓                |
| 17金麥克                | 2018年7月21日 2018年8月25日 2018年9月8日 2018年9月15日 2018年9月22日 2018年9月29日 2018年10月13日 2018年10月27日 2018年11月3日 | 中天综合台、17app             | 明、風田                                      | 助理主持                |
| 決戰17唱                | 2018年10月1日 2018年10月8日 2018年10月15日 2018年10月22日 2018年11月5日 2018年11月19日 2018年12月3日 2018年12月10日 2019年1月7日 2019年1月14日 2019年1月21日 2019年2月11日 2019年2月25日 2019年3月11日 2019年3月25日 2019年4月1日 2019年4月8日 2019年4月22日 2019年5月6日 2019年5月20日 2019年6月3日 2019年7月1日 2019年7月8日 2019年8月5日 2019年8月19日 2019年9月2日 2019年9月23日 2019年10月28日 2019年11月4日 2019年11月11日 2019年12月9日 | 17app                         | 明                                            | 主持                    |
| 超新星全運會 第一季     | 2018年11月1日 2018年11月8日 2018年11月10日 2018年11月11日 2018年11月15日 2018年11月22日 | 騰訊視頻                      | 易恩、Dylan                                   | 參賽運動員              |
| 17趣郊遊                | 2018年12月15日 2018年12月22日 2019年1月5日 | 中天综合台、17app             | 明                                            | 助理主持                |
| 麻辣天后傳              | 2019年10月23日 2019年10月24日 2019年10月29日 2019年10月30日 2019年10月31日 2019年11月1日 2019年11月5日 2019年11月6日 2019年11月8日 | 中天综合台                    | 風田                                          | 助理主持                |
| 國光幫幫忙之大哥是對的  | 2019年12月4日~ | 三立都會台                    | 風田                                          | 主持                    |
| 金牌17Q                 | 2019年12月17日 | 中天综合台、17app             | 風田                                          | 代班主持                |
| 食尚玩家熱血48小時      | 2020年4月6日~ | TVBS歡樂台                    | 風田                                          | 主持                    |

## 外部連結
- SpeXial影視作品的Facebook專頁
- SpeXial影視作品的Instagram帳戶
- SpeXial影視作品的新浪微博
- YouTube上的SpeXial影視作品頻道